# Route européenne 53
Pour les articles homonymes, voir E53 et Route 53.
La route européenne 53 (E53) est une route reliant Pilsen à Munich.

## Tracé

### Tchéquie
En Tchéquie, la route E53 se confond avec :
| (Auto)route | Tracé                                | Villes traversées | Routes européennes croisées |
| ----------- | ------------------------------------ | ----------------- | --------------------------- |
|             | Entre Pilsen et Bayerisch Eisenstein |                   | à Pilsen                    |

### Allemagne
En Allemagne, la route E53 se confond avec :
| (Auto)route | Tracé                                    | Villes traversées | Routes européennes croisées |
| ----------- | ---------------------------------------- | ----------------- | --------------------------- |
|             | Entre Bayerisch Eisenstein et Deggendorf |                   |                             |
|             | Entre Deggendorf et Munich               |                   | à Deggendorf à Munich       |